# Citigroup
Citigroup Inc., «Ситигруп» — финансовый конгломерат в США, один из крупнейших в мире. Основой конгломерата является Citibank, основанный в 1812 году. Компания образовалась 7 апреля 1998 года в результате слияния Citicorp и Travelers Group. Входит в «большую четвёрку» банков США, наряду с Bank of America, JPMorgan Chase и Wells Fargo. Банк управляет активами общей стоимостью свыше $1,8 триллиона долларов. Citigroup — первичный дилер ценных бумаг казначейства США.
В списке крупнейших публичных компаний мира Forbes Global 2000 за 2024 год Citigroup заняла 28-е место, в том числе 41-е по обороту, 106-е по чистой прибыли, 12-е по активам и 120-е по рыночной капитализации. С 2011 года входит в число глобально системно значимых банков.

## История
Citigroup прослеживает свою историю от First Bank of the United States (рус. Первого банка США), основанного в 1791 году; к 1812 году он оказался на грани банкротства, и его нью-йоркское отделение было преобразовано в самостоятельный банк, названный City Bank of New York (рус. Городской банк Нью-Йорка). В конце гражданской войны (в 1865 году) он получил лицензию национального банка и начал осуществлять деятельность от имени казначейства США, в частности участвовал в распространении единой валюты и государственных облигаций; его название в связи с изменением статуса было изменено на National City Bank of New York (NCB, рус. Национальный городской банк Нью-Йорка). В результате биржевой паники 1893 года NCB стал крупнейшим банком Нью-Йорка, а в следующем году — крупнейшим банком США. Такого успеха банк достиг благодаря консервативной политике инвестиций в надёжные проекты; одним из таких проектов была прокладка первого трансатлантического телеграфного кабеля; короткий телеграфный адрес «citibank» впоследствии стал официальным названием банка. В 1897 году был поглощён другой крупный банк Нью-Йорка, Third National Bank of New York, а также было создано первое среди американских банков подразделение зарубежных операций. В конце XIX века американские предприниматели начали активно инвестировать в разработку природных богатств Центральной и Южной Америки, однако законодательство запрещало банкам с федеральной лицензией (таким как NCB) участвовать в этом процессе. Ситуация изменилась с принятием в 1913 году Акта о федеральной резервной системе, старательно лоббированного руководством NCB. Уже в 1914 году банк открыл отделение в Буэнос-Айресе, а в 1915-18 годах поглотил International Banking Corporation (Международную банковскую корпорацию) с обширной сетью зарубежных отделений от Лондона до Сингапура. В 1919 году NCB первым из американских банков достиг размера активов в $1 млрд.
Развитие банка продолжалось и в 1920-е годы как за счёт поглощения конкурентов, так и за счёт расширения сферы деятельности — в отличие от большинства других банков NCB сочетал крупные инвестиционные проекты с розничным банкингом. Среди крупных поглощений этого периода были Commercial Exchange Bank и Second National Bank в 1921 году, People’s Trust Company of Brooklyn в 1926 году и Farmers' Loan and Trust Company в 1929 году. Однако к середине 1930-х годов NCB опустился на третье место среди банков США, что было вызвано не столько Великой депрессией, сколько принятием акта Гласса-Стиголла, запрещавшего финансовым институтам совмещать банковскую и инвестиционную деятельность. До конца Второй мировой войны банк занял выжидательную позицию, стремясь сохранить разветвлённую сеть отделений и скупая военные облигации, выпускавшиеся правительством США. После окончания войны NCB сделал для себя приоритетным направлением корпоративное кредитование. В 1955 году был куплен First National Bank of New York (рус. Первый национальный банк Нью-Йорка), после чего название было изменено на First National City Bank of New York (FNCB), или просто Citibank. К концу 1950-х годов банк, однако, начал испытывать проблемы с наличностью, для решения которой в 1961 году на рынок был предложен новый продукт — оборотный депозитный сертификат (negotiable certificate of deposit, сокращённо «NCD»), который давал более высокую доходность, чем гособлигации, но не мог быть погашенным досрочно; он был ориентирован на банки и другие финансовые институты, поскольку минимальная номинальная стоимость была 100 тысяч долларов. Для обхода законодательства, ограничивающего деятельность банков, в 1968 году была создана холдинговая компания First National City Corporation. В начале 1970-х годов Citibank вышел на рынок кредитных карт, а к 1978 году во всех отделениях были установлены банкоматы. В 1974 году название холдинговой компании было изменено на Citicorp, а в 1976 году First National City Bank был официально переименован в Citibank, N.A. Вторая половина 1970-х годов была отмечена серьёзными убытками из-за политической и экономической нестабильности на ряде зарубежных рынков, таких как Аргентина, Нигерия, Польша и Иран (две трети оборота Citibank приходилось на деятельность вне США). Эти проблемы сохраняли актуальность и в 1980-х годах (чистый убыток в 1980 году составил $450 млн, в 1987 году — $1,2 млрд), поэтому Citibank начал наращивать присутствие на внутреннем рынке; если до 1980-х годов в США он был известен только в штате Нью-Йорк, то к концу 1980-х годов присутствовал в 37 штатах. Сфера деятельности была расширена на страхование и банковские услуги с использованием информационных технологий. Хотя банку удалось вернуть себе статус крупнейшего банка США, финансовые трудности продолжались и в начале 1990-х годов. 1991 год был завершён с чистым убытком $885 млн, впервые с основания банка акционерам не были выплачены дивиденды (25 центов на акцию в квартал), курс акций упал до рекордно низкого за последние 20 лет. В 1992 году была начата реорганизация банка: было сокращено 15 тысяч сотрудников, проданы некоторые убыточные дочерние компании и привлечены инвестиции в $400 млн от арабского принца аль-Валид бин Талала.
В 1998 году начался процесс слияние Citicorp со страховой компанией Travelers Group в финансовый конгломерат Citigroup. Оно противоречило всё ещё действовавшему акту Гласса — Стиголла, однако Совет Федерального резерва США одобрил это слияние при условии продажи страховых активов в течение двухлетнего испытательного срока. Однако в 1999 году был принят Закон Грэмма — Лича — Блайли, отменявший ограничения, и Citigroup стал одним из первых конгломератов, воспользовавшихся возможностью сочетать все виды финансовых услуг. Активы Citigroup на момент создания составляли $698 млрд, рыночная капитализация — $30 млрд Однако Джеймс Даймон, который должен был возглавить Citigroup после завершения процесса объединения, внезапно ушёл в JPMorgan Chase (и вскоре возглавил его), и между главами Citicorp и Travelers начались разногласия относительно будущего конгломерата. В результате страховые активы были по частям проданы, и, не прошло и десяти лет, как Travelers Group вновь стала самостоятельной компанией.
В ноябре 2000 года за $27 млрд была куплена далласская кредитная компания Associates First Capital Corporation, которая специализировалась на высокорисковом ипотечном кредитовании и имела значительное присутствие в Японии. 2001 год был отмечен рядом крупных приобретений на международной арене: были куплены британский инвестиционный банк Schroders plc (за $2,2 млрд) и подразделение кредитных карт британского Peoples Bank, в Польше был поглощён розничный банк со 130-летней историей Bank Handlowy, на Тайване за $800 млн была куплена 15-процентная доля в Fubon Group, объединявшей пять финансовых компаний, в Мексике за $6,26 млрд наличными и столько же акциями была куплена Grupo Financiero Banamex-Accival, одна из крупнейших финансовых групп страны.
В 2002 году за $5,8 млрд была куплена Golden State Bancorp и было увеличено присутствие на рынках розничных банковских услуг России и Китая. Также в этом году Citigroup оказалась замешанной в нескольких скандалах. Один из них был связан с инвестиционной и рейтинговой дочерней компанией Salomon Smith Barney (в 2003 году переименованной в Citigroup Global Markets, Inc.); её и девять других подобных фирм обвинили в манипуляции кредитными рейтингами; Citigroup согласилась выплатить штраф в размере $400 млн (из $1,4 млрд на все 10 фирм). Ещё $145,5 млн штрафа было заплачено Citigroup за роль в банкротстве энергетической компании Enron (Citigroup и JPMorgan Chase были её банкирами и содействовали искажению бухгалтерской отчётности).
На 2006 год ипотечное кредитование было одним из основных направлений розничного банкинга Citigroup, при этом до 80 % ипотечных кредитов были недообеспечены. Таким образом, Citigroup оказался в центре финансового кризиса 2007—2008 годов. В ноябре 2008 года конгломерат оказался неплатёжеспособным. Для спасения Citigroup ему было выделено $45 млрд, также государство гарантировало убытки на $306 млрд наиболее проблемных активов конгломерата, а взамен получало привилегированные акции Citigroup. Было продано несколько дочерних компаний, численность сотрудников в 2007—2008 годах была сокращена примерно на четверть (до 300 тысяч).
В рамках реструктуризации из Citigroup в 2009 году было сформировано два подразделения: Citicorp, которое осуществляло банковские услуги, и Citi Holdings, которое предоставляло брокерские услуги и услуги по управлению активами. Подразделения были разными по размеру: на второе приходилось лишь 8 % активов компании в целом, к 2016 году доля активов Citi Holdings стала меньше 4 %, и было принято решение о его ликвидации в 2017 финансовом году. Также в 2009 году привилегированные акции правительства были обменены на обычные, доля правительства составила 36 % акций, к концу 2009 года была уменьшена до 27 %, а в 2010 году продана полностью. Часть средств на выкуп акций принесла продажа брокерской конторы Smith Barney компании Morgan Stanley.
В октябре 2014 года Citigroup свернула деятельность подразделения потребительского банкинга в 11 странах (Коста-Рика, Сальвадор, Гватемала, Никарагуа, Панама, Перу, Гуам, Япония, Республика Корея, Чехия и Венгрия). В феврале 2016 года группа полностью вышла с рынков Панамы и Коста-Рики, продав свои 27 отделений Bank of Nova Scotia за $360 млн.

## Руководство

### Хронология президентов и председателей правления
До 1909 года и в период с 1919 по 1929 год главой банка был президент, после 1929 года существовали одновременно посты президента и председателя правления (президенты со временем избирались председателями правления); пост президента был упразднён в 1967 году, после преобразования банка в холдинговую компанию.
- 1812—1813 Самуэль Осгуд (англ. Samuel Osgood) (1747—1813)
- 1813—1817 Уильям Фью (англ. William Few) (1748—1828) один из отцов-основателей США
- 1817—1825 Питер Стафф (англ. Peter Staff)
- 1825—1827 Томас Смит
- 1827—1832 Айзек Райт (англ. Isaac Wright)
- 1832—1844 Томас Бладгуд (англ. Thomas Bloodgood)
- 1844—1855 Горем Уорт (англ. Gorham A. Worth) (1783—1856)
- 1855—1882 Моузез Тейлор (англ. Moses Taylor) (1806—1882) один из богатейших людей XIX века
- 1882—1891 Перси Пайн (англ. Percy Rivington Pyne I) (1820—1895), также был директором Delaware, Lackawanna and Western Railroad и New Jersey Zinc Company.
- 1891—1918 Джеймс Стиллман (англ. James Stillman) (1850—1918) при нём установились связи банка с семьёй Рокфеллеров, Standard Oil и Kuhn, Loeb & Co.
- 1909—1919 Фрэнк Вандерлип (англ. Frank A. Vanderlip) (1864—1937) до прихода в Citibank в 1901 году был помощником министра финансов Лимана Гейджа
- 1919—1921 Джеймс Александер Стиллман (англ. James A. Stillman) (1873—1944) сын предыдущего Джеймса Стиллмана
- 1921—1933 Чарльз Митчелл (англ. Charles E. Mitchell) (1877—1955)
- 1933—1940 Джеймс Перкинс (англ. James H. Perkins) (1876—1940)
- 1940—1948 Гордон Ренчлер (англ. Gordon S. Rentschler) (1885—1948)
- 1948—1952 Уильям Гейдж Брейди (англ. William Gage Brady, Jr.) (1887—1966)
- 1952—1959 Ховард Шеперд (англ. Howard C. Sheperd) (1894—1980)
- 1959—1967 Джеймс Стиллман Рокфеллер
- 1967—1970 Джордж Мур (англ. George S. Moore) (1995—2000)
- 1970—1984 Уолтер Ристон (англ. Walter Wriston) (1919—2005)
- 1984—2000 Джон Рид (англ. John S. Reed) (род. в 1939 году) в 2003—2005 годах был председателем Нью-йоркской фондовой биржи
- 1998—2006 Сэнфорд Уайл (англ. Sanford I. Weill) (род. в 1933 году) до объединения — председатель Travelers, в 1998—2000 годах был сопредседателем с Джоном Ридом
- 2006—2007 Чарльз Принс (англ. Charles Prince) (род. в 1950 году)
- 2007 Роберт Рубин (англ. Robert Rubin, род. в 1938 году) министр финансов США в 1995—1999 годах
- 2007—2009 Винфрид Бишофф (англ. Winfried Bischoff) (1941 - 2023) председатель правления Lloyds Banking Group в 2009—2014 годах
- 2009—2012 Ричард Парсонс (англ. Richard Parsons,(1948 - 2024) CEO Time Warner в 2002—2007 годах
- 2012—2018 Майкл О’Нил (англ. Michael E. O'Neill) (род. в 1946 году)

### Действующее руководство
- Джон Дуган (англ. John C. Dugan) — независимый председатель совета директоров с начала 2019 года. Ранее работал в регуляторах финансовой отрасли, таких как Кабинет финансового ревизора (англ. Office of the Comptroller of the Currency) (ревизор Министерства финансов США с 2005 по 2010 год), Basel Committee on Banking Supervision, Joint Forum of banking, securities, and insurance supervisors, Financial Stability Board, Financial Accounting Foundation[3].
- Джейн Фрейзер (Jane Nind Fraser) — главный исполнительный директор (CEO) с 2020 года.; в компании с 2004 года, до этого работала в McKinsey & Company.
- Пако Ибарра (Pako Ybarra) — глава группы институциональных клиентов с мая 2019 года, в корпорации с 1987 года.
- Марк Мэйсон (Mark A.L. Mason) — главный финансовый директор с 22 февраля 2019 года, в компании с 2001 года.
- Питер Бабедж (Peter Babej) — глава подразделения Азиатско-Тихоокеанского региона с 2019 года, в корпорации с 2010 года, до этого работал в Deutsche Bank.
- Ананд Селвакесари (Anand Selvakesari) — глава подразделения потребительского банкинга с 2021 года, в корпорации с 1991 года.
- Дэвид Ливингстоун (David Livingstone) — глава подразделения Европы, Ближнего Востока и Африки с 2019 года, в корпорации с 2016 года, ранее работал в Credit Suisse.
- Барбара Десер (Barbara J. Desoer) — CEO Citibank, N.A. с 2014 года, в компании с 2013 года, до этого работала в Bank of America.

- Джонбул Окпара (Johnbull Okpara) — контролёр компании, главный директор по бухгалтерии с 2020 года, до этого работал в Morgan Stanley.
- Зденек Тюрек (Zdenek Turek) — главный директор по финансовым рискам с 2020 года; в корпорации с 1991 года.
- Сара Вехтер (Sara Wechter) — главный директор по кадровой службе с 2018 года.
- Рохан Верасинге (Rohan Seneka Weerasinghe) — юрисконсульт и секретарь компании с 2012 года, ранее работал в международной юридической фирме Shearman & Sterling[3].

Независимые члены совета директоров:
- Эллен Костелло (Ellen M. Costello) — независимый член совета директоров с 2016 года, бывший президент и CEO BMO Financial Corporation.
- Данкан Хеннес (Duncan P. Hennes) — независимый член совета директоров с 2013 года, соучредитель и партнёр Atrevida Partners, LLC, бывший CEO фонда Сороса.
- Питер Блэр Генри (Peter Blair Henry) — независимый член совета директоров с 2015 года, декан школы бизнеса Стерн при Нью-йоркском университете, также член совета директоров Nike, Inc.
- Лесли Айрлэнд (S. Leslie Ireland) — независимый член совета директоров с 2017 года, ранее была помощником секретаря по разведке и анализу Министерства финансов США.
- Лью Джейкобс (Lew W. Jacobs IV) — независимый член совета директоров с 2018 года
- Рени Джеймс (Renee J. James) — независимый член совета директоров с 2016 года, операционный директор The Carlyle Group, председатель и CEO частной технологической компании Ampere Computing, председатель Комитета национальной телекоммуникационной безопасности при президенте США.
- Юджин Макквейд (Eugene M. McQuade) — независимый член совета директоров с 2018 года, бывший CEO Citibank, N.A. и бывший вице-председатель Citigroup Inc.
- Гари Райнер (Gary M. Reiner) — независимый член совета директоров с 2013 года, операционный партнёр General Atlantic LLC.
- Диана Тейлор (Diana Lancaster Taylor) — независимый член совета директоров с 2009 года, ранее была суперинтендантом по надзору за банковской деятельностью штата Нью-Йорк.
- Джеймс Тёрли (James S. Turley) — независимый член совета директоров с 2013 года, бывший председатель и CEO аудиторской фирмы Ernst & Young.
- Дебора Райт (Deborah C. Wright) — независимый член совета директоров с 2017 года, бывший председатель, президент и CEO Carver Bancorp Inc. и Carver Federal Savings Bank; также управляющий директор отдела трудоустройства и экономического развития Фонда Рокфеллеров.
- Эрнесто Седильо (Ernesto Zedillo Ponce de Leon) — независимый член совета директоров с 2010 года, президент Мексики с 1994 по 2000 год, секретарь экономического планирования Мексики с 1988 по 1992 год; профессор Международной экономики и политики Йельского университета, член советов директоров Alcoa и Procter & Gamble.

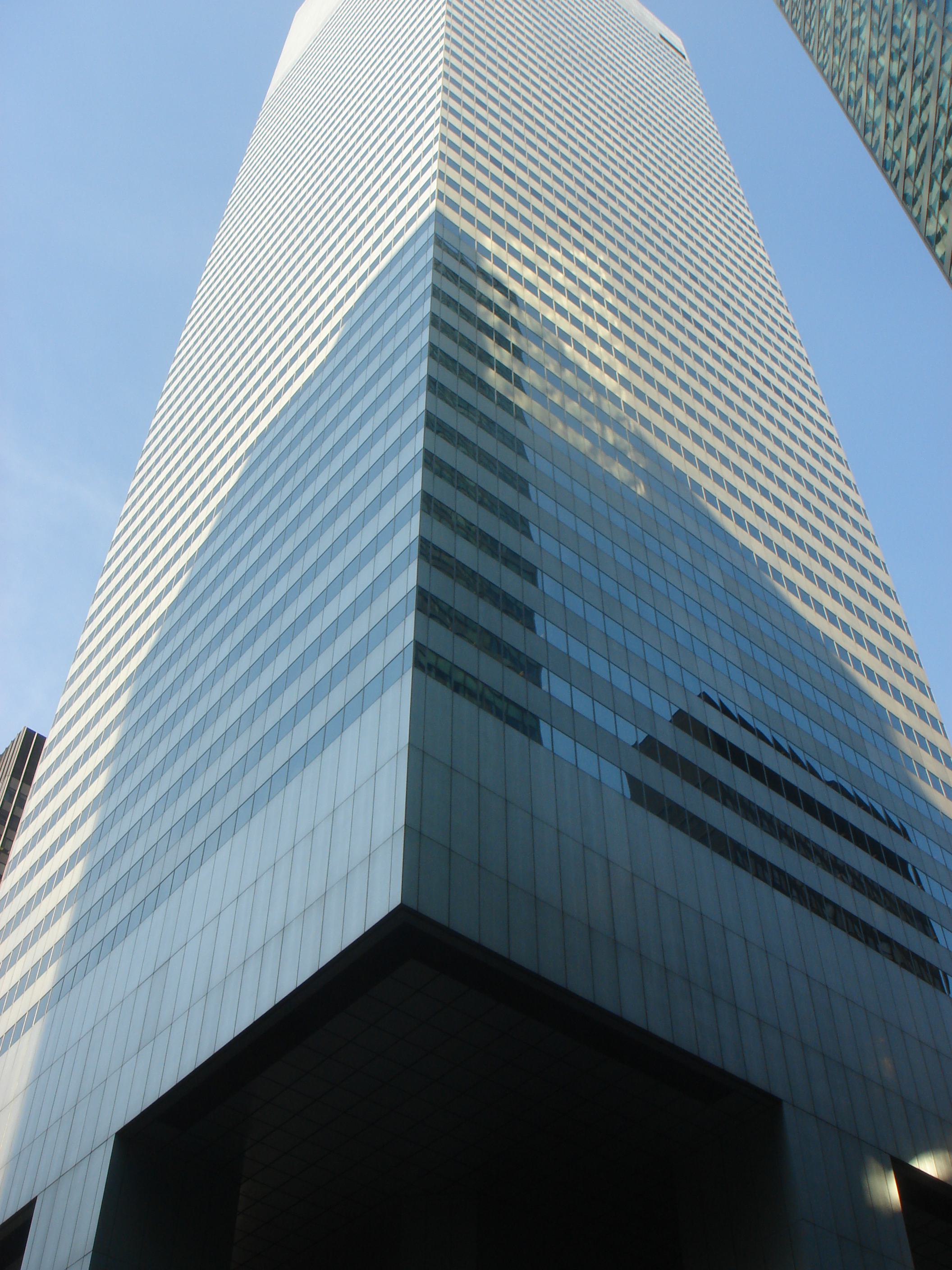
Citigroup Center на 53-й улице, Нью-Йорк

## Деятельность
Основные подразделения Citigroup:
- Глобальный потребительский банкинг (Global Consumer Banking) — розничные банковские услуги и обслуживание кредитных и дебетовых карт; основным рынком является Северная Америка (США и Канада), дающие $20,5 млрд из $30 млрд выручки подразделения, также работает в Латинской Америке (в основном в Мексике) и в Азии; в США находятся 689 отделений, они расположены в крупных городах (Нью-Йорк, Чикаго, Майами, Вашингтон, Лос-Анджелес и Сан-Франциско); намного больше отделений в Мексике (1463); в целом 2650 отделений в 19 странах мира; основную часть выручки даёт работа с картами ($18,3 млрд); активы составляют $433,6 млрд, депозиты $344,5 млрд.
- Группа институциональных клиентов (Institutional Clients Group) — обслуживание корпораций, правительств и финансовых институтов; действует в четырёх регионах: Северная Америка (выручка $17,2 млрд), Европа, Ближний Восток и Африка ($12,8 млрд), Азия ($9,4 млрд) и Латинская Америка ($4,8 млрд); на это подразделение приходится основная часть активов ($1,73 трлн из $2,26 трлн) и более двух третей принятых депозитов ($924 млрд).
- Корпоративный центр и прочая деятельность (Corporate/Other) — расходы на содержание корпоративного центра, непрофильные активы, направления на стадии ликвидации; с 2017 года сюда относится деятельность Citi Holdings, до того самостоятельного подразделения.

В структуре выручки преобладает чистый процентный доход — в 2020 году на него пришлось $43,6 млрд из 72,9 млрд (процентный доход $58,1 млрд, расход $14,5 млрд); другими статьями являются комиссионные и плата за услуги ($11,4 млрд), основные транзакции ($13,9 млрд), плата за фидуциарные услуги ($3,5 млрд).
В структуре активов более трети занимают выданные кредиты ($676 млрд из $2,26 трлн), ещё $447 млрд приходится на инвестиции (в основном на долговые обязательства, в том числе облигации США на $144 млрд и гособлигации других стран на $123 млрд), $295 млрд на ценные бумаги, купленные с обязательством перепродать, $256 млрд на активы на торговых счетах. В структуре пассивов более половины приходится на принятые депозитные вклады ($1,281 трлн), долгосрочный долг составляет $271,7 млрд.
Citicorp — крупный эмитент кредитных карт. Банк выдаёт кредитные карты даже в странах, в которых не имеет собственных отделений. Карты выпускаются как под собственным брендом Citi, так и в партнёрстве с торговыми сетями и другими компаниями (American Airlines, Costco, Sears, The Home Depot, Best Buy и Macy’s. На 2018 год в США было 121 млн карт с суммарным балансом $144,5 млрд, ещё 5,6 млн карт были активны в Мексике и 15,3 млн в странах Азии.
На конец 2018 года Goldman Sachs Group принадлежало акций других компаний на $55 млрд По отраслям эти инвестиции распределялись следующим образом:
- финансовые компании — 40,13 %
- технологические компании — 17,82 %
- производители потребительских товаров (цикличных) — 9,3 %
- здравоохранение — 7,61 %
- промышленные компании — 7,93 %
- энергетика — 6,97 %
- производители потребительских товаров (нецикличных) — 3,52 %[19].

По стоимости пакетов акций наиболее значительны Apple ($1 млрд), Energy Transfer ($905 млн), Invesco ($888 млн), Microsoft ($744 млрд), Alibaba Group ($574 млн), Home Depot ($538 млн), Amazon ($462 млн), Facebook ($409 млн), Ford Motor Company ($337 млн), JPMorgan Chase ($323 млн),
Кроме этого значительные суммы компания вкладывает через инвестиционные фонды, управляемые BlackRock (в основном группа котируемых на бирже фондов iShares) и The Vanguard Group, Inc (эти инвестиции относятся к финансовой отрасли, хотя могут реинвестироваться фондами в любые другие отрасли).
|                     | 2002…  | 2006…  | 2011  | 2012  | 2013  | 2014  | 2015  | 2016  | 2017   | 2018  | 2019  | 2020  | 2021  | 2022  | 2023  |
| ------------------- | ------ | ------ | ----- | ----- | ----- | ----- | ----- | ----- | ------ | ----- | ----- | ----- | ----- | ----- | ----- |
| Выручка             | 66,25… | 89,62… | 78,35 | 69,53 | 76,72 | 77,22 | 76,35 | 69,88 | 72,44  | 72,85 | 74,29 | 74,30 | 71,88 | 75,34 | 78,46 |
| Чистая прибыль      | 15,28… | 21,54… | 11,07 | 7,491 | 13,66 | 7,310 | 17,24 | 14,91 | -6,798 | 18,05 | 19,40 | 11,05 | 21,95 | 14,85 | 9,228 |
| Активы              | 1098…  | 1884…  | 1874  | 1864  | 1880  | 1842  | 1731  | 1792  | 1842   | 1917  | 1951  | 2260  | 2291  | 2417  | 2412  |
| Собственный капитал | 86,72… | 119,8… | 177,8 | 188,7 | 204,0 | 210,2 | 221,9 | 225,1 | 200,7  | 196,2 | 193,2 | 199,4 | 202,0 | 201,2 | 205,% |

| Банк            | Активы, трлн $ | Депозиты, трлн $ | Собственные средства, млрд $ | Выручка, млрд $ | Чистая прибыль, млрд $ | Рыночная капитализация, млрд $ |
| --------------- | -------------- | ---------------- | ---------------------------- | --------------- | ---------------------- | ------------------------------ |
| JPMorgan Chase  | 3,386          | 2,114            | 279,4                        | 119,5           | 29,13                  | 501,5                          |
| Bank of America | 2,820          | 1,785            | 272,9                        | 85,53           | 17,89                  | 357,3                          |
| Citigroup       | 2,260          | 1,281            | 199,4                        | 74,30           | 11,05                  | 161,5                          |
| Wells Fargo     | 1,955          | 1,404            | 185,9                        | 72,34           | 3,301                  | 186,4                          |

Примечание. Данные за 2020 год, рыночная капитализация на июнь 2021 года.

## Регионы деятельности

### Северная Америка
В США группа входит в четвёрку крупнейших банковских холдингов, на домашний рынок приходится более половины выручки подразделения потребительского банкинга и треть выручки группы институциональных клиентов.
В Канаде работает дочерняя компания Citibank Canada, предоставляющая как розничные, так и оптовые банковские услуги. Была основана в 1919 году, с 1950-х годов занимает значительное место в банковском секторе Канады, входя в Ассоциацию банков Канады и Канадскую корпорацию страхования вкладов. В ней работает 2740 сотрудников, сеть из 200 отделений обслуживает около 6 млн клиентов; на 2017 год активы составляли C$12 млрд Штаб-квартира находится в Торонто.

### Азия
В Сингапуре первое отделение было открыто в 1902 году Международной банковской корпорацией (International Banking Corporation, один из предшественников Citigroup), однако лицензию на предоставление полного спектра финансовых услуг оно получило только в 1999 году. Штаб-квартира Citibank Singapore расположена в Азиатском квартале района Марина-Бэй, в Сингапуре работает 20 отделений, 10 тысяч сотрудников; сеть банкоматов в Сингапуре общая для 9 банков, включая Citibank.
В Гонконге расположен региональный центр по Азии, также здесь работает дочерняя компания Citibank (Hong Kong). Этот банк был основан в 1902 году (как филиал International Banking Corporation) и является одним из крупнейших в Гонконге. Включает 48 отделений в специальных административных регионах КНР Гонконг и Макао.
В материковом Китае в начале 2007 года Citigroup стала одной из 9 зарубежных финансовых компаний, получивших право на создание дочерней структуры, Citibank (China). Штаб-квартира находится в Шанхае в Citigroup Tower. В июне 2024 года розничный бизнес (управление частным капиталом) был продан HSBC, однако Citi продолжает обслуживать корпоративных клиентов.
В Индии Citibank India на 2015 год занимал 23-е место по размеру активов ($22,2 млрд), в этой стране работало 45 отделений и 700 банкоматов.
Первое отделение в Индонезии International Banking Corporation открыла в 1918 году спустя 50 лет здесь было зарегистрировано дочернее общество Citibank Indonesia. Оно предоставляет розничные банковские услуги и управляет крупными частными состояниями через подразделение Citigold.
В Малайзии Citibank (Malaysia) занимает 15-е место по размеру активов (RM38 млрд на 2016 год), при этом является крупнейшим эмитентом кредитных карт страны и занимает одно из ведущих мест по управлению активами. Присутствует с 1959 года, 6 тысяч сотрудников, 11 отделений и три сервисных центра, а также офшорный центр в Лабуане.
Дочерняя структура в Республике Корея, Citibank Korea, была создана на основе купленного в 2003 году KorAm Bank, основанного в 1983 году. Сеть банка включала 134 отделения, но в 2017 год началось их массовое сокращение до 32.
В Таиланде группа присутствует с 1967 года, когда была куплена 50-процентная доля в банке Bangkok First Investment Trust. В 1984 году был поглощён таиландский Mercantile Bank, на основе которого в 1985 году было создано дочернее общество Citibank Thailand.
На Филиппинах работает Citibank Philippines, являющийся одним из крупнейших коммерческих банков страны. Первое отделение в Маниле было открыто в 1902 году.
Представительство во Вьетнаме было открыто в 1993 году, через год оно получило лицензию на предоставление всех видов банковских услуг. В стране Citibank Vietnam представлен двумя отделениями, в Ханое и Хошимине.
В Японии группа представления холдинговой компанией Citigroup Japan Holdings Corp. Основной её дочерней структурой является инвестиционный банк Citigroup Global Markets Japan. Он был создан в 1999 году как совместное предприятие с Nikko Cordial Corporation, в 2007 году эта японская корпорация была поглощена Citigroup, в 2009 году часть её была продана Sumitomo Mitsui Financial Group.
В Казахстане работает с 1994 года, есть отделения в Алматы и Астане.
Австралийский филиал Citibank Australia был открыт в 1985 году, став одним из первых зарубежных банков страны; здесь работает 1200 сотрудников, штаб-квартира Citibank Australia находится в Сиднее. В 1987 году был открыт филиал в Новой Зеландии, в 1990 году он получил полную лицензию, на 2016 год размер активов составлял $2,234 млрд Главный офис находится в Окленде.

### Латинская Америка
Grupo Financiero Banamex, дочерняя компания Citigroup в Мексике, входит в тройку крупнейших банков страны (наряду с BBVA Bancomer и Santander Mexico). Она обслуживает более 20 млн розничных клиентов, а также компании и госучреждения. Сеть включает 1500 отделений и 7500 банкоматов, активы на 2017 год составляли MXN 1,131 трлн ($62 млрд). Образована на основе купленного в 2001 году Banco Nacional de México, S.A., который был основан в 1884 году. В финансовую группу Banamex помимо одноимённого банка входят Afore Banamex (пенсионный фонд, основан в 1997 году), Seguros Banamex (страховая компания, основана в 1994 году), Accival (брокерская контора, основана в 1971 году), также работал Banamex USA, обслуживавший компании, которые работали в США и Латинской Америке (был основан в 1963 году, в 2017 году ликвидирован).
В Аргентине работает только подразделение институционального банкинга, розничная сеть была продана Grupo Santander в 2017 году; штаб-квартира находится в Буэнос-Айресе.
Розничная сеть в Бразилии также была продана (в 2016 году Itaú Unibanco). Оставшаяся дочерняя структура с главным офисом в Сан-Паулу обслуживает компании и крупных частных клиентов, является десятым крупнейшим банком Бразилии.

### Европа, Ближний Восток и Африка
В Великобритании Citi присутствует с 1902 года, но лишь в 1995 год было открыто первое отделение для предоставления розничных банковских услуг. Отделения банка имеются в Лондоне, Эдинбурге, Белфасте, Дерби и Глазго. В Ирландии была начата деятельность в 1965 году, здесь была создана европейская дочерняя компания Citibank Europe, в 2016 году она была объединена с британской дочерней компанией Citibank International Limited. Базирующийся в Дублине и Лондоне Citibank Europe plc имеет отделения во Франции, Чехии, Польше, Венгрии, Словакии, Болгарии и Румынии. Во Франции банковские услуги предоставляются только крупным компаниям. Розничная сеть в Греции была продана в 2014 году Alpha Bank, с тех пор также обслуживаются только крупные клиенты.
В Объединённых Арабских Эмиратах Citibank работает с 1964 года и представлен в трёх из семи эмиратов, Абу-Даби, Дубай и Шарджа. Активы составляют около AED32 млрд. 5 отделений, 77 банкоматов и 6 финансовых центров. Citibank UAE является центром деятельности для ближневосточного региона и севера Африки (Бахрейн, Египет, Катар, Ливан, Иордания, Тунис, Пакистан, Марокко и Алжир).
В Нигерии присутствует с 1984 года под названием Nigeria International Bank Ltd, в 2008 году этот банк был переименован в Citibank Nigeria. В 12 отделениях работает 300 сотрудников, главный офис в Лагосе.
Citibank Uganda работает в Уганде с 1999 года; преимущественно обслуживаются крупные компании, также банк осуществляет управление крупными частными состояниями. Размер активов на конец 2016 года составлял USh951,1 млрд ($257,4 млн).

### Россия

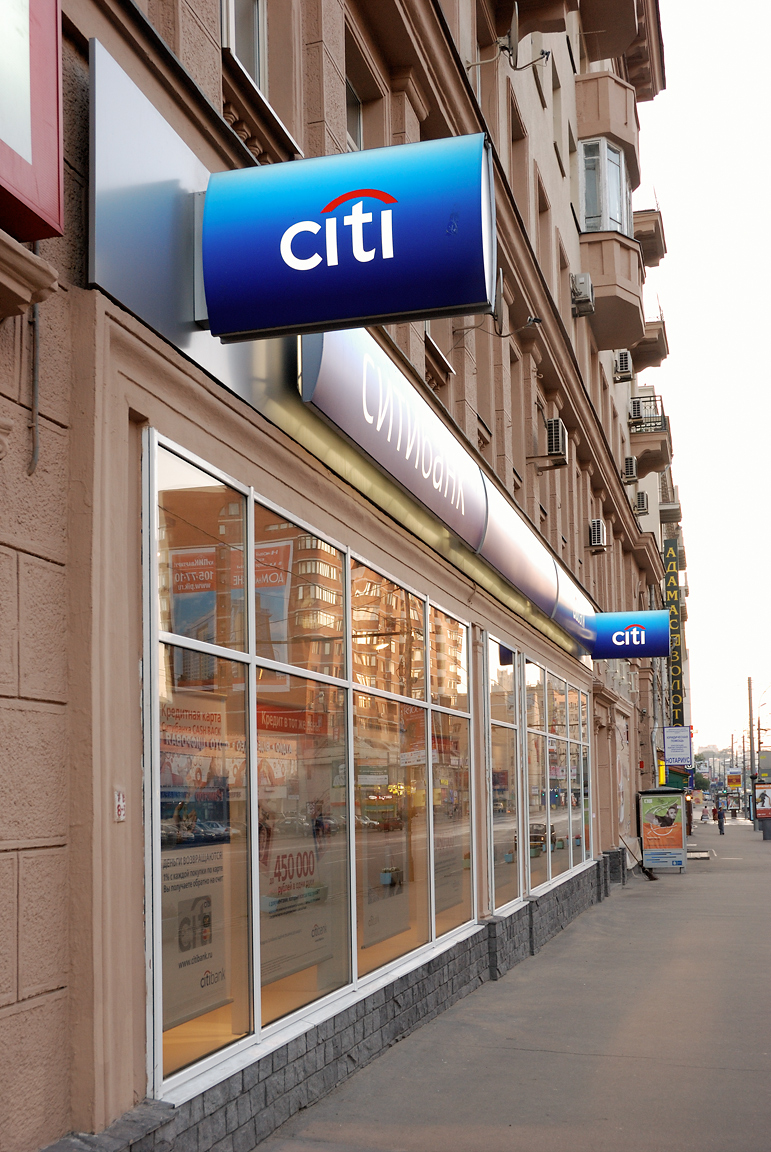
Отделение Citibank в Москве

В России Citigroup была представлена АО КБ «Ситибанк», основанным в 1993 году. По состоянию на 2007 год он был одним из крупнейших по размеру активов и количеству депозитов, в нём работало более 3000 человек, обслуживал более 1 миллиона частных клиентов в свыше 50 отделениях и более 450 банкоматов в 11 городах России (с учётом операционного центра в Рязани), включая Москву, Санкт-Петербург, Екатеринбург, Ростов-на-Дону, Самару, Нижний Новгород, Уфу, Волгоград. Имелись представительства в Новосибирске, Казани, Краснодаре.
Citigroup участвовал в IPO таких крупных российских компаний как Роснефть, ВТБ и Северсталь в роли андеррайтера, организатора, координатора.
В апреле 2021 года «Ситибанк» объявил о решении продать розничный бизнес в России. В марте 2022 года было принято решение о расширении периметра продажи бизнеса в России путём включения в него бизнеса по работе с российскими малыми и средними предприятиями. В октябре 2022 года Citi объявил о продаже портфеля рублёвых потребительских кредитов клиентов «Ситибанк» российскому коммерческому банку ПАО «Банк Уралсиб», а также о передаче задолженности по рублёвым кредитным картам, выданным «Ситибанк» при условии получения согласия клиентов.
В июле 2024 года «Ситибанк» объявил, что перестанет обслуживать свои дебетовые карты после 20 сентября. Также станут недоступными платежи через СБП и QR-коды. Позже было объявлено о прекращении всей деятельности «Ситибанка» с 24 ноября 2024 года.

## Критика
В 1998 году Citibank был обвинён в содействии отмыванию денег в Мексике, в частности в 1992-94 годах он осуществлял денежные переводы для Рауля Салинаса (англ. Raúl Salinas de Gortari), брата президента Мексики Карлоса Салинаса. За этот период из Мексики в Великобританию и Швейцарию через Citibank было переведено от $90 до $100 млн неясного происхождения, поскольку официальные доходы Рауля Салинаса составляли $180 тысяч в год. Обвинения в недостаточном контроле за подозрительными транзакциями выдвигались и в Японии в 2004 и 2009 годах.

## Штаб-квартира и другая недвижимость

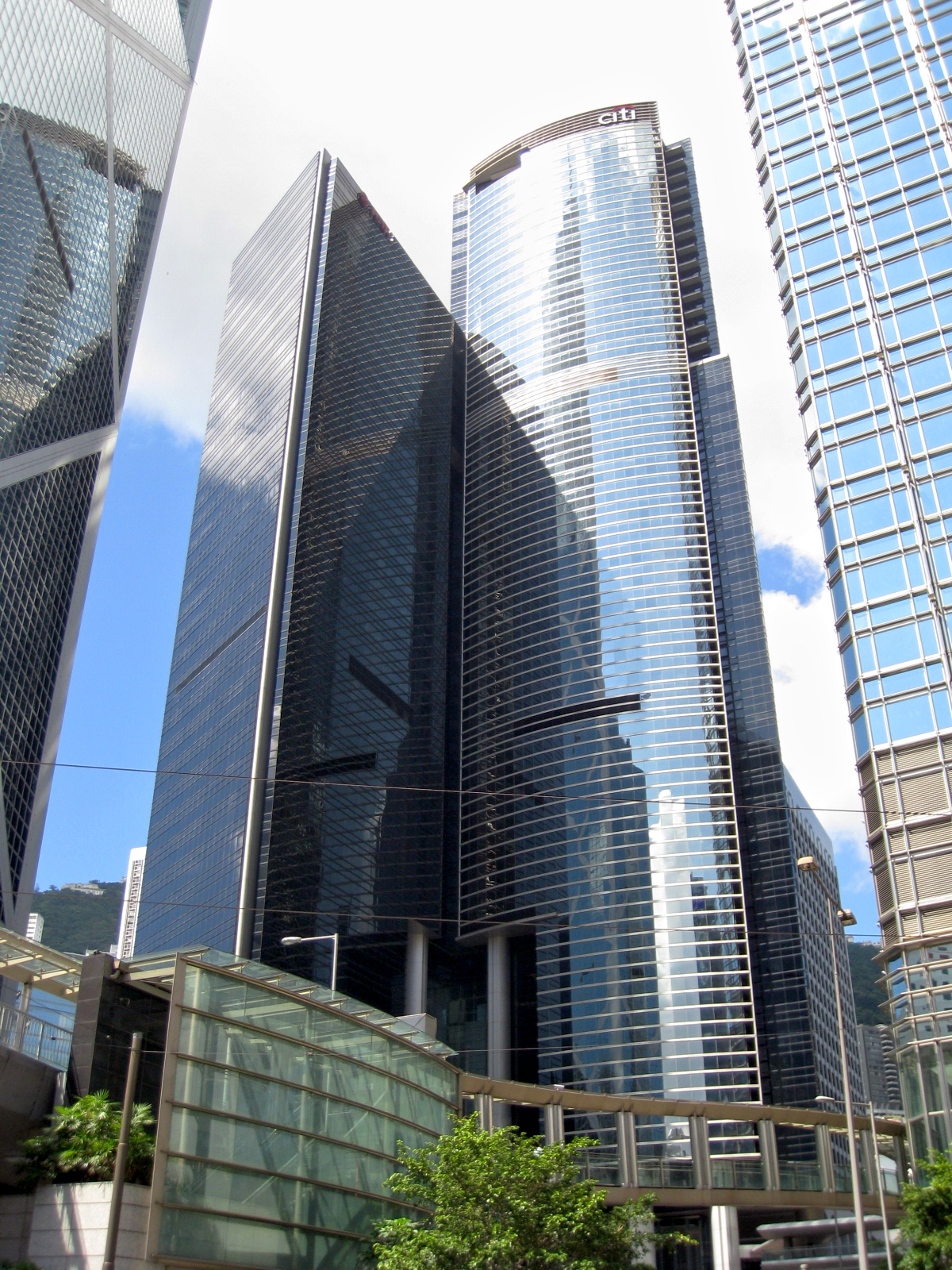
Азиатский региональный центр в Гонконге

Штаб-квартира находится в Нью-Йорке (388 Greenwich Street, New York, NY 10013). Региональный центр по Европе, Ближнему Востоку и Африке находится в Лондоне в деловом квартале Канэри-Уорф (25 and 33 Canada Square, London, UK), по соседству со штаб-квартирой HSBC и региональным центром Bank of America. Азиатский центр находится в Гонконге (Champion Tower, одна из двух башен комплекса Three Garden Road), также есть здания Citi в Сингапуре, Маниле, Японии, Шанхае, Сеуле, Куала-Лумпуре и Мумбаи. Мексиканский центр находится в Мехико (в штаб-квартире Citibanamex), региональный центр по Латинской Америке расположен в Майами. В целом группе принадлежит или арендуется 7500 объектов недвижимости в 95 странах общей площадью 4,8 млн².

## Акционеры
На конец 2018 года Citigroup выпустила 2,3 млрд акций, их общая стоимость (рыночная капитализация) составляет 163 млрд. Институциональным инвесторам принадлежит 79,34 % акций, крупнейшие из них
| Название акционера                  | Количество акций, млн | Процент | Стоимость пакета |
| ----------------------------------- | --------------------- | ------- | ---------------- |
| The Vanguard Group, Inc.            | 179,14                | 7,74    | $12,6 млрд       |
| BlackRock Fund Advisors             | 172,57                | 7,46    | $12,2 млрд       |
| State Street Corporation            | 106,8                 | 4,62    | $7,5 млрд        |
| FMR LLC                             | 83,21                 | 3,59    | $5,9 млрд        |
| Bank of New York Mellon Corporation | 39,5                  | 1,71    | $2,8 млрд        |
| Invesco Ltd.                        | 38,53                 | 1,67    | $2,7 млрд        |
| Harris Associates, LP               | 37,55                 | 1,62    | $2,6 млрд        |
| Northern Trust Corporation          | 32,15                 | 1,39    | $2,3 млрд        |
| Valueact Holdings                   | 31,53                 | 1,36    | $2,2 млрд        |
| Massachusetts Financial Services    | 31,12                 | 1,35    | $2,2 млрд        |
| JPMorgan Chase & Co.                | 30,7                  | 1,33    | $2,2 млрд        |
| Geode Capital Management, LLC       | 30,04                 | 1,30    | $2,1 млрд        |
| Bank of America Corporation         | 28,57                 | 1,24    | $2,0 млрд        |
| Eagle Capital Management, LLC       | 26,94                 | 1,16    | $1,9 млрд        |
| Norges Bank Investment Management   | 26,58                 | 1,15    | $1,9 млрд        |

## Дочерние компании
Основные дочерние компании на конец 2016 года:
- Citi GSCP Inc. (Делавэр)
  - Citigroup Niagara Holdings LLC (Делавэр)
    - Citi Niagara LLC (Делавэр)
      - TRV Holdings LLC (Делавэр)
        - TRV Investments LLC (Делавэр)
          - COHM Overseas Mexico Holding, S. de R.L. de C.V. (Мексика)
            - Citigroup Capital Partners Mexico, S. de R.L. de C.V. (Мексика)
              - NAMGK Mexico Holding, S. de R.L. de C.V. (Мексика)
                - Citicorp (Mexico) Holdings LLC (Мексика)
                  - Grupo Financiero Banamex, S.A. de C.V. (Мексика)
                    - Acciones y Valores Banamex, S.A. de C.V. Casa de Bolsa, Integrante del Grupo Financiero Banamex (Мексика)
                    - Afore Banamex, S.A. de C.V. (Мексика)
                    - Banco Nacional de Mexico, S.A. (Мексика)
                    - Seguros Banamex, S.A. de C.V., Integrante del Grupo Financiero Banamex (Мексика)
- Citicorp Banking Corporation (Делавэр)
  - Associates First Capital Corporation (Делавэр)
    - CitiFinancial Credit Company (Делавэр)
      - Citicorp Home Mortgage Services, Inc. (Северная Каролина)

    - Citigroup Finance Canada Inc. (Канада)
      - Citigroup Fund Services Canada, Inc. (Канада)
        - CitiFinancial Canada, Inc. (Канада)

  - Citicorp Funding, Inc. (Делавэр)
    - Citicorp Municipal Mortgage Holdings Inc. (Делавэр)

  - Citigroup Global Markets Realty Corp. (Нью-Йорк)
  - Citigroup Insurance Holding Corporation (Джорджия)
    - Prime Reinsurance Company, Inc. (Вермонт)

  - Citigroup Technology, Inc. (Делавэр)
  - Court Square Capital Limited (Делавэр)
    - Citicorp Technology Holdings Inc. (Делавэр)
      - Orbitech Private Limited (Индия)

    - CVCIGP II US Employee, L.P. (Острова Кайман)
      - Citigroup Venture Capital International Growth Partnership (Employee) II, L.P. (Острова Кайман)
- Citicorp (Делавэр)
  - Citibank, N.A. (США)
    - Citibank (China) Co., Ltd. (КНР)
    - Citibank del Peru S.A. (Перу)
    - Citibank Kazakhstan JSC (Казахстан)
    - Citibank Overseas Investment Corporation (США)
      - Administradora de Valores de Guatemala, S.A. (Гватемала)
      - Bank Handlowy w Warszawie S.A. (Польша)
      - Citi Investments Bahamas Ltd. (Багамские острова)
        - Citi Overseas Holdings Bahamas Limited (Багамские острова)
          - Citibank Holdings Ireland Limited (Ирландия)
            - Citibank Europe plc (Ирландия)

          - Citigroup Asia Pacific Holding LLC (Делавэр)
            - Banco Citibank S.A. (Бразилия)
            - Citigroup Holding (Singapore) Private Limited (Сингапур)
              - Citibank (Hong Kong) Limited (Гонконг)
              - Citibank Berhad (Малайзия)
              - Citibank Singapore Limited (Сингапур)
              - Citicorp International Limited (Гонконг)
              - Citicorp Investment Bank (Singapore) Limited (Сингапур)
              - Citigroup Pty Limited (Австралия)

      - Citi Overseas Investments Bahamas Inc. (Багамские острова)
        - Citigroup Global Markets Finance Corporation & Co. beschrankt haftende KG (Германия)
          - Citigroup Global Markets Deutschland AG (Германия)

        - Citigroup International Luxembourg Limited (Англия)

      - Citibank Canada (Канада)
      - Citibank Colombia S.A. (Колумбия)
      - Citibank Investments Limited (Англия)
        - CitiFinancial Holdings Limited (Англия)

      - Citibank Japan Ltd. (Япония)
      - Citibank Korea Inc. (Республика Корея)
      - Citibank Nigeria Limited (Нигерия)
      - Citibank Securities (Taiwan) Limited (Тайвань)
      - Citibank Taiwan Ltd. (Тайвань)
      - Citicorp Services India Private Limited (Индия)
      - Citigroup Chile S.A. (Чили)
      - Citigroup Netherlands B.V. (Нидерланды)
        - AO Citibank (Россия)
        - Citibank Anonim Sirketi (Турция)

      - CJP Holdings Inc. (Делавэр)
      - Public Joint Stock Company «Citibank» (Украина)
      - Yonder Investment Corporation (Делавэр)
        - Associates Financial Services (Mauritius) LLC (Мавритания)
          - Citicorp Finance (India) Limited (Индия)

        - Latin American Investment Bank Bahamas Limited (Багамские острова)

    - Citicorp Credit Services, Inc. (USA) (Делавэр)
      - Citicorp USA, Inc. (Делавэр)

    - Citi Retail Services LLC (Делавэр)
    - CitiMortgage, Inc. (Нью-Йорк)
    - Ecount, Inc. (Делавэр)
- Citigroup BUSA Holdings Inc. (Делавэр)
  - Holding BUSA II, S. de R.L. de C.V. (Мексика)
    - Holding BUSA, S. de R.L. de C.V. (Мексика)
- Citigroup Global Markets Holdings Inc. (Нью-Йорк)
  - Citigroup Financial Products Inc. (Делавэр)
    - Citicorp Securities Services, Inc. (Делавэр)
    - Citigroup Energy Inc. (Делавэр)
    - Citigroup Global Markets (International) Finance AG (Швейцария)
      - Citigroup Global Markets Europe Limited (Англия)
      - Citigroup Global Markets Holdings Bahamas Limited (Багамские острова)

    - Citigroup Global Markets Inc. (Нью-Йорк)
    - Citigroup Global Markets India Private Limited (Индия)
    - The Yield Book Inc. (Делавэр)
- Citigroup Japan Holdings G.K. (Япония)